# بركت أمريكا الوسطى الأحمر
بركت أمريكا الوسطى الأحمر (الاسم العلمي: Mazama temama) (بالإنجليزية: Central American red brocket)‏ هو نوع من الحيوانات يتبع جنس البركت من فصيلة الأيليات. يقطن بين جنوب المكسيك، حتى أمريكا الوسطى إلى كولومبيا. في السابق كانت تتم معاملته كنويع للبركت الأحمر من أمريكا الجنوبية، ولكن النواة الخلوية تحوي 2n = 50، بينما الأخير يحمل 2n=68-70. ولكن وصف أخير اعطي للبركت الأحمر بأمخ يحمل نواة خلوية 2n تتراوح بين 48-54. وهو متعايش في نفس البيئة مع بركت يوكاتان البني في جزء من صفوفه. تتواجد هذه الأنواع رئيسياً وثانوياً في الغابات الاستوائية بارتفاعات تتراوح بين مستوى البحر لتصل إلى 2800 متر. في المكسيك يعتبر آفة زراعية بواسطة مزارعي الفاصوليا. وهو مهدد بالاصتياد و إزالة الغابات.